# Elmar Brok

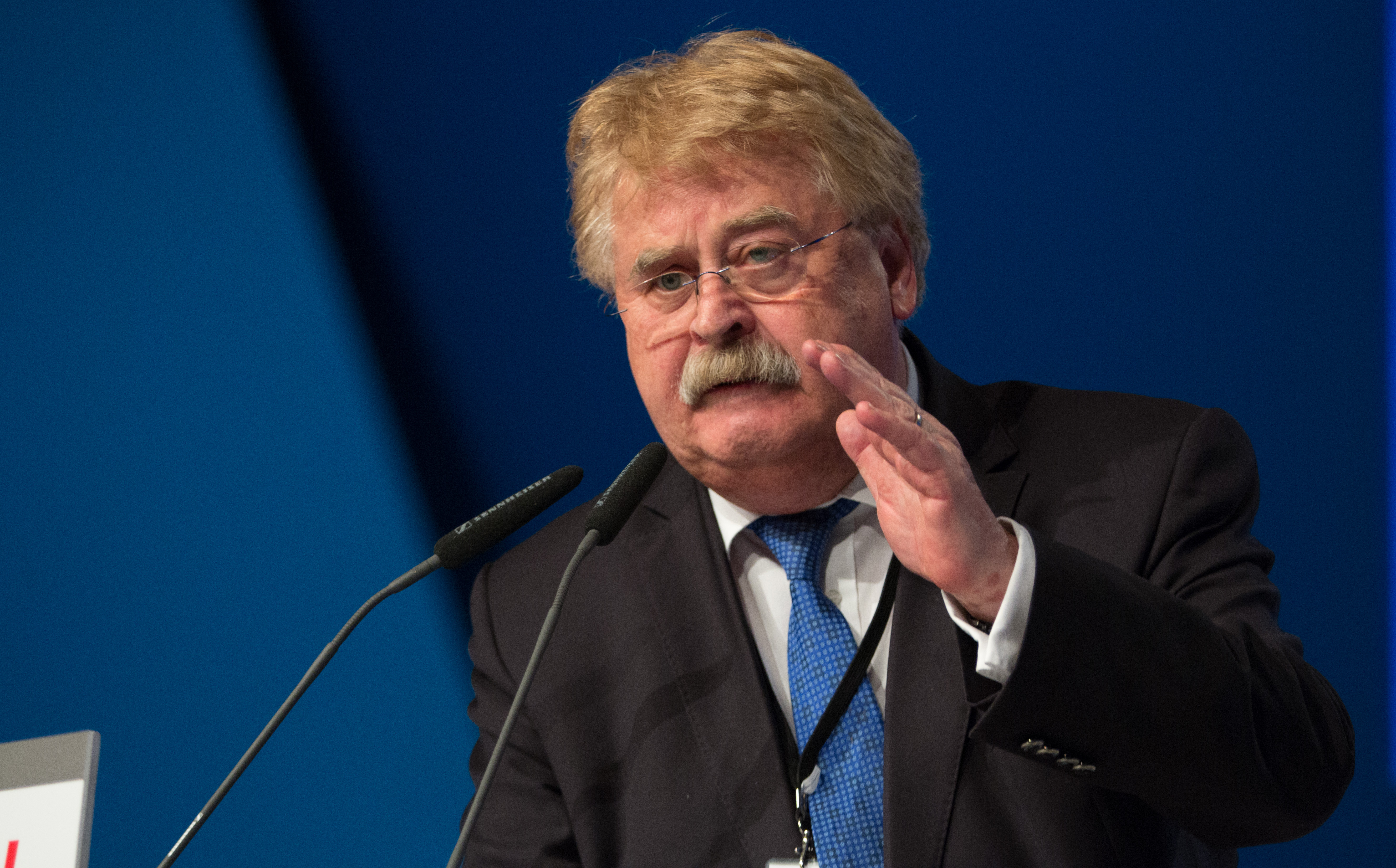
Elmar Brok auf dem CDU-Parteitag 2016

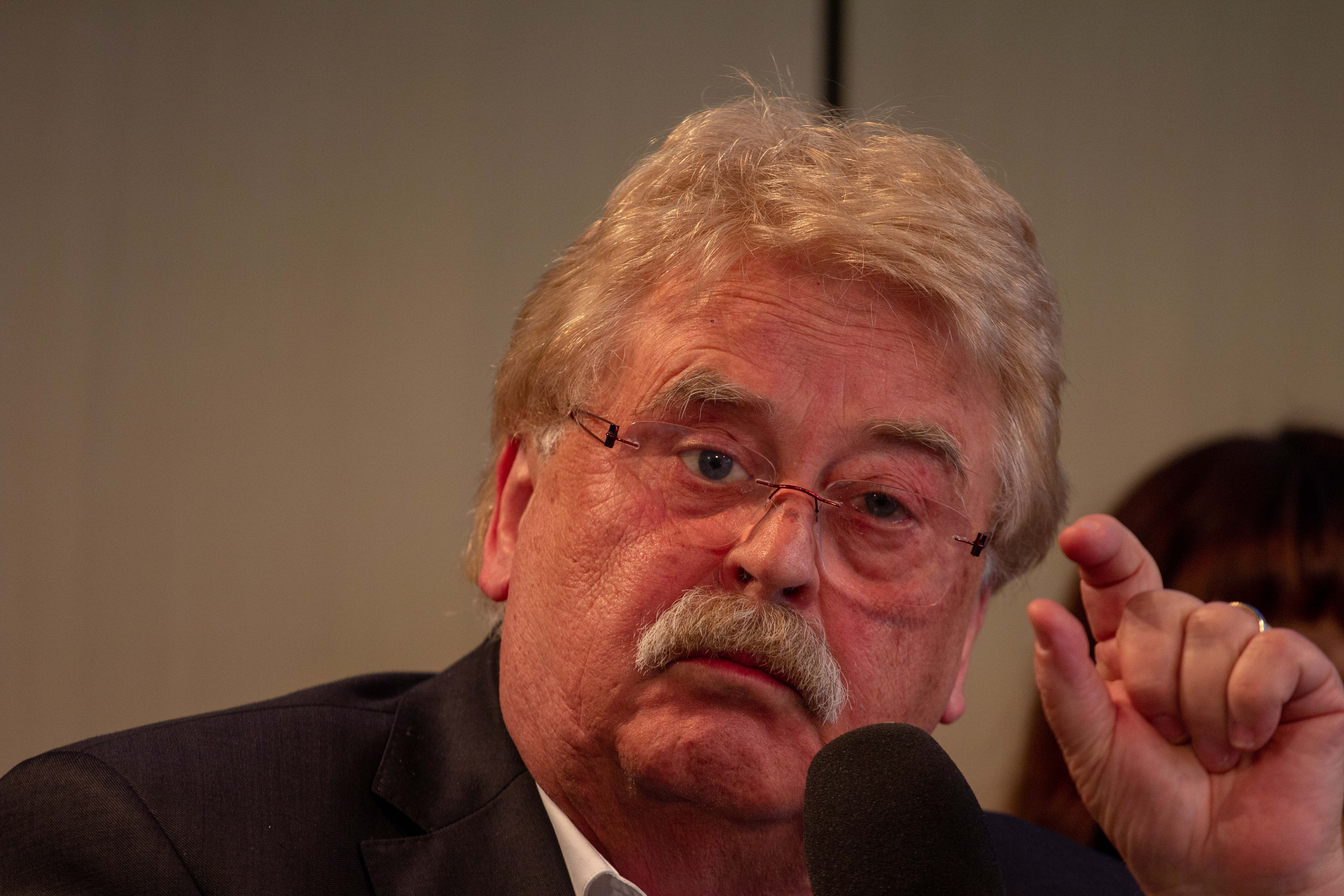
Elmar Brok, 2019

Elmar Heinrich Brok (* 14. Mai 1946 in Verl) ist ein ehemaliger deutscher Politiker (CDU) und Vizepräsident der Christlich Demokratischen Internationale. Er war von 1980 bis 2019 Mitglied des Europäischen Parlaments und von 1999 bis 2007 sowie von 2012 bis 2017 Vorsitzender des Ausschusses für Auswärtige Angelegenheiten.
Brok war zudem von 2013 bis 2018 Präsident der Union der Europäischen Föderalisten (UEF). Außerdem war er Vorsitzender des Europäischen Demokratiefonds (EED).

## Leben

### Ausbildung und Erwerbstätigkeit
Nach dem Abitur im Jahre 1966 am Gymnasium Theodorianum in Paderborn studierte Brok ohne Abschluss Rechtswissenschaft und Politikwissenschaft an der University of Edinburgh. Nach einem Rundfunkvolontariat war er als Rundfunk- und Zeitungsjournalist tätig. Seit 1992 war Brok Europabeauftragter des Vorstandes der Bertelsmann AG und leitete das Brüsseler Lobby-Büro von Bertelsmann. Von 2004 bis 2011 war er Senior Vice President Media Development des Konzerns.

### Parteilaufbahn
Brok engagierte sich zunächst in der Jungen Union und war von 1973 bis 1981 deren stellvertretender Bundesvorsitzender. Von 1981 bis 1983 war er Vorsitzender der International Young Democrat Union. Er gehörte ab 1994 dem Landesvorstand der CDU in Nordrhein-Westfalen und von 2004 bis 2021 dem CDU-Bundesvorstand an. Von 1996 bis 2012 war Brok Vorsitzender des CDU-Bezirksverbandes Ostwestfalen-Lippe. Seit 1989 leitet Brok den CDU-Bundesfachausschuss Außen-, Sicherheits- und Europapolitik.
Brok war außenpolitischer Koordinator der Europäischen Volkspartei (EVP) und gehörte dem EVP-Vorstand an.
Nachdem er von 1993 bis 2002 zunächst Vizepräsident war, amtierte Brok von 2002 bis 2023 als Präsident der Europäischen Union Christlich-Demokratischer Arbeitnehmer (EUCDA).

### Abgeordnetentätigkeit

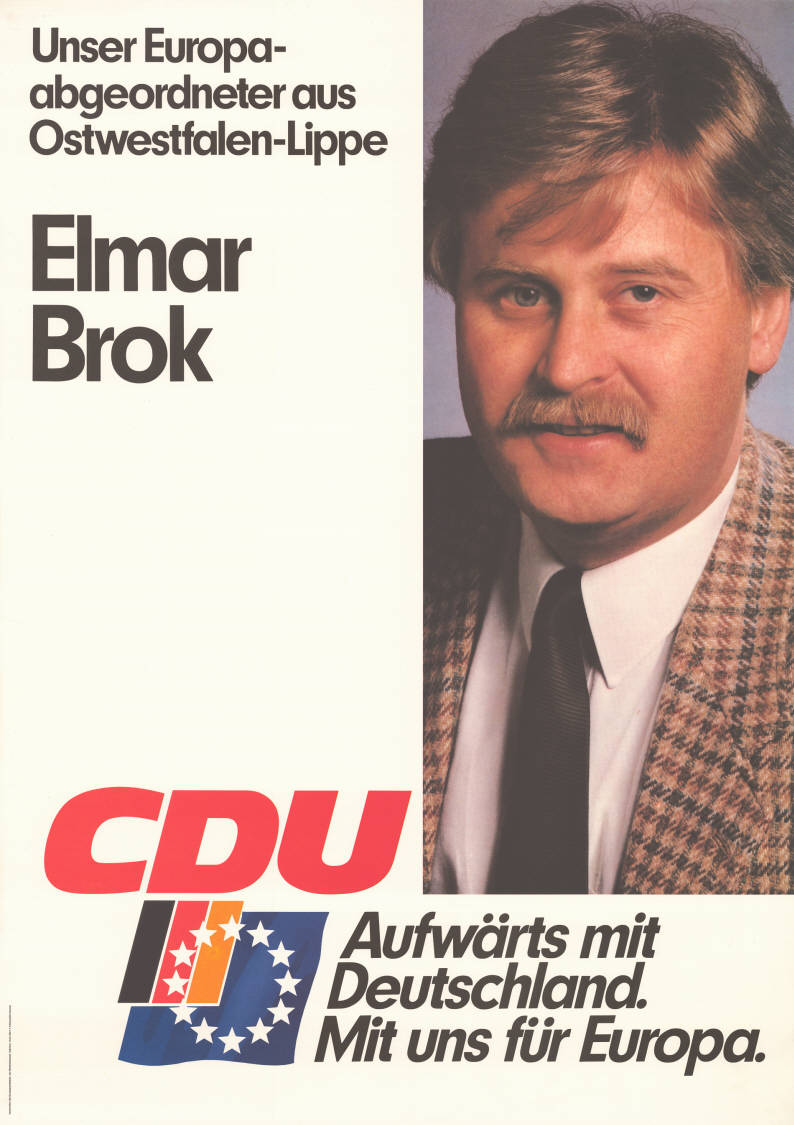
Kandidatenplakat zur Europawahl 1984

Im Juni 1980 wurde Brok als Nachrücker Mitglied des Europäischen Parlaments. Er war Mitglied des Auswärtigen Ausschusses, stellvertretendes Mitglied im Ausschuss für konstitutionelle Angelegenheiten und stellvertretendes Mitglied im Europaausschuss des Deutschen Bundestages.
Seit der Europawahl 2009 war Elmar Brok außenpolitischer Sprecher der EVP-Fraktion und Mitglied des EVP-Fraktionsvorstandes. Elmar Brok war Vorsitzender der interparlamentarischen Delegation zum US-Kongress und Vorsitzender der Lenkungsgruppe („Steering Committee“) des „Transatlantic Legislators’ Dialogue“. Seit 2012 war Elmar Brok Mitglied der EP-Delegation zur Volksrepublik China.
Von 1999 bis 2007 und 2012 bis 2017 war er Vorsitzender des Ausschusses für Auswärtige Angelegenheiten, Menschenrechte, Gemeinsame Sicherheit und Verteidigungspolitik.
Brok war als Vertreter des Europäischen Parlaments beteiligt an den Regierungskonferenzen zur Überprüfung des Vertrags von Maastricht (1994/1995), zum Vertrag von Amsterdam (1996/1997), zum Vertrag von Nizza (2000), dem EU-Verfassungsvertrag (2003/2004) sowie zum Vertrag von Lissabon (2007). 2001 bis 2002 war Brok Vorsitzender der EVP-Gruppe im Konvent für die Verfassung der Europäischen Union.
Von 1999 bis 2007 war Brok Hauptberichterstatter für die Erweiterung der Europäischen Union.
Im September 2010 war er an der Gründung der Spinelli-Gruppe beteiligt, die sich für den europäischen Föderalismus einsetzt.
Brok war Mitglied der Europa-Union Parlamentariergruppe Europäisches Parlament und Mitglied der Parlamentarischen Arbeitsgruppe der Initiative A Soul for Europe.
Bei den Nominierungen für die Landesliste der nordrhein-westfälischen CDU zur Europawahl 2019 wurde Brok Anfang Januar 2019 nicht mehr aufgestellt. Den angestrebten sechsten Listenplatz, der als sicher gilt, verlor der 72-Jährige an den niederrheinischen Landtagsabgeordneten Stefan Berger. Brok verzichtete daraufhin auf eine Bewerbung um einen anderen Listenplatz. Seine Nichtnominierung sorgte für innerparteiliche Irritationen, zumal sich der CDU-Landesvorsitzende und nordrhein-westfälische Ministerpräsident Armin Laschet vehement für Brok eingesetzt hatte.
Im Jahre 2011 stimmte der Rechtsausschuss des Europäischen Parlaments einstimmig gegen einen Antrag der Staatsanwaltschaft Bielefeld, die Immunität Broks wegen eines Verfahrens der Steuerhinterziehung aufzuheben.
Im Jahre 2018 stimmte Brok gegen den Vorschlag des Europaparlaments, transnationale Wahllisten für die Wahlen zum Europaparlament einzuführen.
Im Jahre 2024 berichteten im Zuge der Aufarbeitung der Me-too Debatte mehrere Medien über Machtmissbrauch und Mobbing gegenüber seinen Büroangestellten.

### Sonstiges Engagement
Von 1999 bis 2006 war Brok Präsident der Europa-Union Deutschland. Peter Altmaier wurde am 10. Dezember 2006 zu seinem Nachfolger und Brok selbst zum Ehrenpräsidenten gewählt. Des Weiteren ist Brok stellvertretender Vorsitzender des Kuratoriums des Instituts für Europäische Politik (IEP), Co-Vorsitzender des Deutsch-Ungarischen Forums, Mitglied des Präsidiums der Deutschen Gesellschaft für Auswärtige Politik e. V. und Mitglied im Kuratorium der Stiftung Entwicklung und Frieden (SEF). Er ist auch Vorsitzender im europäischen Lenkungsausschuss des Transatlantic Policy Network.
Auf lokaler Ebene ist er Vorsitzender des Kuratoriums der St. Hedwig-Heimvolkshochschule und sitzt als Mitglied im Stiftungsvorstand der Marienschule Bielefeld.
Vom Hörfunksender Deutschlandfunk wird Elmar Brok häufig als Gesprächspartner zu aktuellen Themen interviewt.

### Tätigkeit in der Ukraine
Im Dezember 2012 reiste Brok nach Kiew und setzte sich für die damals inhaftierte Politikerin Julija Tymoschenko ein. In diesem Zusammenhang wurde in verschiedenen ukrainischen Medien berichtet, Brok habe bei seinem Besuch in Kiew auch ein Bordell besucht und sich abfällig über ukrainische Frauen geäußert. Brok dementierte die gegen ihn erhobenen Vorwürfe sexistischen Verhaltens. Die Anschuldigungen seien haltlos und Teil einer Kampagne der ukrainischen Regierungspartei Partei der Regionen, Femen selbst sei einer Desinformation aufgesessen und werde gegen ihn benutzt. Die Botschaft der EU in der Ukraine bezeichnete die gegen Brok erhobenen Vorwürfe als „Unsinn“ und verurteilte den Angriff auf ihn. Auch der ukrainische Ministerpräsident Mykola Asarow entschuldigte sich bei Brok, bezeichnete die Aktion als Verleumdungskampagne und bestritt jegliche Beteiligung seiner Regierung.
In seiner Eigenschaft als Vorsitzender des Ausschusses für Auswärtige Angelegenheiten des Europäischen Parlaments war Brok während des Euromaidan wiederholt in Kiew tätig. Brok sprach sich in diesem Zusammenhang dafür aus, finanzielle Hilfen der EU für die Ukraine an eine Verfassungsänderung und an eine Wahlrechtsreform zu knüpfen. Die Macht des ukrainischen Parlaments solle gestärkt und die des Präsidenten geschwächt werden. Auch müsse das Wahlrecht in der Ukraine überarbeitet werden, da ansonsten die Gefahr von erneuten Wahlfälschungen zu groß sei. In einem Interview erklärte Brok am 7. Februar 2014, seiner Meinung nach sei Vitali Klitschko „der geeignete Staatspräsident“ und Jazenjuk „der ideale Ministerpräsident“ für die Ukraine. Die Rolle der rechtsextremen Partei Swoboda bezeichnete er in einem Statement gegenüber dem ARD-Magazin Panorama als die einer Partei, die immerhin wesentlich mit dazu beigetragen habe, einen Diktator zu stürzen, und die sich, ungeachtet ihrer Vergangenheit, nunmehr ebenfalls für Rechtsstaatlichkeit in der Ukraine einsetze.

### Lobbyismus
Brok wurde 2001 von dem Journalisten Peter Mühlbauer vorgeworfen, die Interessen seines Arbeitgebers Bertelsmann zu vertreten. So wird behauptet, er sei maßgeblich am Zustandekommen der EU-Richtlinie zum Urheberrecht beteiligt gewesen, die nach Aussage eines Bertelsmann-Managers die Position der Medienunternehmen stärke. Ein weiterer Vorwurf lautet, im Entwurf für den Vertrag über eine Verfassung für Europa habe Brok durchgesetzt, dass das Recht auf „Geistiges Eigentum“ im Verfassungsentwurf absolut gesetzt wurde und keiner sozialen Verpflichtung unterliege (Art.II-77 Abs. 2). Der Verfassungsrechtler Hans Herbert von Arnim bezeichnete Broks Tätigkeit mehrmals als „legale Korruption“.
Brok erklärt dazu, dass er stets transparent seine berufliche Tätigkeit öffentlich und über die Regeln des EP hinaus angegeben und derartig behauptete Einflussnahme nicht vorgenommen habe.
Seine Angabe, er trenne Mandat und private Geschäftsinteressen „messerscharf“, wurde von Brüssel-Korrespondenten bezweifelt, die interne Bertelsmann-Papiere von 1994 zugespielt bekamen. Es wurden Vorwürfe laut, er habe seine Beziehungen genutzt, um einen festen freien Mitarbeiter der Frankfurter Allgemeinen Zeitung, Hajo Friedrich, der zuvor kritisch über ihn berichtet hatte, an zukünftiger Berichterstattung zu hindern. Hierzu habe Brok bei FAZ-Herausgeber Günther Nonnenmacher angerufen. Nachdem Nonnenmacher daraufhin mit dem Brüsseler FAZ-Büro gesprochen habe, hätte Friedrich nicht mehr für das Politikressort schreiben dürfen, wie er es vorher gelegentlich getan hatte. Nonnenmacher und Brok verneinen dies aber.
Elmar Brok hatte zwischen 2004 und Ende Mai 2011 die Position eines Senior Vice President Media Development bei der Bertelsmann AG inne. Für diese Lobbyistentätigkeit erhielt Brok nach eigenen Angaben von Bertelsmann über 5000 € monatlich.

### Privates
Elmar Brok ist verheiratet, hat drei Kinder und lebt mit seiner Familie in Bielefeld-Heepen. Seit einer Krebserkrankung im Kindesalter trägt er auf der rechten Seite ein Glasauge.

## Ehrungen
Brok wurde der Verdienstorden der Bundesrepublik Deutschland (Großes Verdienstkreuz; 2009), das Große Goldene Ehrenzeichen für Verdienste um die Republik Österreich, der Verdienstorden „Großoffizier von Luxemburg“, 2005 das Kommandeurskreuz des Verdienstordens Litauen sowie das estnische Verdienstkreuz II. Klasse des Ordens von Terra Mariana verliehen. Am 24. Mai 2013 wurde Brok die Medaille für europäische Kommunikation der Staatlichen Pädagogischen Dragomanov Universität (Kiew/Ukraine), verliehen. Seit dem 18. Mai 2018 ist er (auf Lebenszeit) Honorarprofessor der Osteuropäischen „Lesja Ukrainka-Nationaluniversität Lutsk“.
2007 ernannte ihn das Tabak Forum zum Pfeifenraucher des Jahres.
Im März 2012 erhielt Brok den durch den Bund für Umwelt und Naturschutz im Kreis Herford verliehenen Negativpreis „Rostige Gartenschere“ für seine ablehnende Haltung gegenüber dem Nationalpark-Projekt in der Region sowie für seine „mangelnde Verantwortung“ für den Artenschutz. Brok nahm den Preis persönlich in Empfang.